# Internationale Filmfestspiele Berlin 1954
Die Internationalen Filmfestspiele Berlin 1954 fanden vom 18. Juni bis 29. Juni 1954 statt.

## Zusammenfassung
Richard Widmark, Jean Marais, Curd Jürgens, Vittorio de Sica, Sophia Loren und Gina Lollobrigida waren die großen Stars, die die Berlinale in noch nicht dagewesener Zahl besuchten. Wieder wurden die Bären vom Publikum vergeben, wobei Schauspielerfilme das Rennen machten. Erneut blieben einige heute hochgeachtete Filme ohne Preis: Die wunderbare Macht (Magnificent Obsession) von Douglas Sirk und Akira Kurosawas Einmal wirklich leben (Ikiru) gehörten dazu, wobei Kurosawa wenigstens einen der Sonderpreise des Senats von Berlin gewann.
Auch 1954 wurde im Vorfeld der Berlinale über Etatkürzungen debattiert, wieder war es nur der aufopfernden Arbeit des Festivalleiters Alfred Bauer zu verdanken, dass die Berlinale ein einigermaßen solides Budget hatte. Nicht unwesentlich für die bemerkenswert vage politische und also finanzielle Absicherung des Festivals war zweifellos, dass eine allzu offensichtliche Beteiligung des Bundes den neutralen Status Berlins verletzt und politische Irritationen auf höchster Ebene zur Folge gehabt hätte.

## Wettbewerb
Der Siegerfilm ist orange unterlegt.
| Filmtitel                               | Originaltitel                                    | Regisseur                  | Produktionsland | Darsteller (Auswahl)                                |
| Der Abtrünnige                          | Le défroqué                                      | Léo Joannon                | Frankreich      | René Blancard, Guy Decomble, Jacques Fabbri         |
| Brot, Liebe und Fantasie                | Pane, amore e fantasia                           | Luigi Comencini            | Italien         | Vittorio De Sica, Gina Lollobrigida, Marisa Merlini |
| Einmal wirklich leben                   | Ikiru                                            | Akira Kurosawa             | Japan           | Takashi Shimura, Shinichi Himori, Haruo Tanaka      |
| Gefangen in der Tiefe                   | La grande speranza                               | Duilio Coletti             | Italien         | Lois Maxwell, Renato Baldini, Carlo Bellini         |
| Goldenes Zeitalter – Altflämische Kunst | Een gouden eeuw-de kunst der Vlaamse primitieven | Paul Haesaerts             | Belgien         | Dokumentarfilm                                      |
| Das große Abenteuer                     | Det stora äventyret                              | Arne Sucksdorff            | Schweden        | Gunnar Sjöberg, Anders Nohrborg, Kjell Sucksdorff   |
| Der Herr im Haus bin ich                | Hobsons's Choice                                 | David Lean                 | Großbritannien  | Charles Laughton, John Mills, Brenda de Banzie      |
| Rummelplatz der Liebe                   |                                                  | Kurt Neumann               | Deutschland     | Eva Bartok, Curd Jürgens, Bernhard Wicki            |
| Sinhá Moça – Aufstand der Sklaven       | Sinhá Moça                                       | Tom Payne, Oswaldo Sampaio | Brasilien       | Anselmo Duarte, Eliane Lage, Ruth de Souza          |
| Die wunderbare Macht                    | Magnificent Obsession                            | Douglas Sirk               | USA             | Jane Wyman, Rock Hudson, Barbara Rush               |
| Die Wüste lebt                          | The Living Desert                                | James Algar                | USA             | Dokumentarfilm                                      |

## Preisträger
Goldener Bär
- Der Herr im Haus bin ich (Hobson’s Choice)

Silberner Bär
- Brot, Liebe und Fantasie (Pane, amore e fantasia)

Bronzener Bär
- Der Abtrünnige (Le défroqué)

Große Goldene Plakette
- Die Wüste lebt (The Living Desert)

Große Silberne Plakette
- Das große Abenteuer (Det stora äventyret)

Große Bronzene Plakette
- Goldenes Zeitalter – Altflämische Kunst (Een gouden eeuw-de kunst der Vlaamse primitieven)

Sonderpreis des Senats von Berlin
- Walt Disney „für seine langandauernde Unterstützung des Festivals mit den besten Filmen seiner Produktion“.
- Einmal wirklich leben (Ikiru)
- Gefangen in der Tiefe (La grande speranza)
- Sinhá Moça – Aufstand der Sklaven (Sinhá Moça)

OCIC-Preis
- Gefangen in der Tiefe (La grande speranza)
- Besondere Erwähnung: Der Abtrünnige (Le défroqué)
- Besondere Erwähnung: Das große Abenteuer (Det stora äventyret)